# PGC 1540509
LEDA/PGC 1540509 ist eine Galaxie im Sternbild Herkules am Nordsternhimmel, die schätzungsweise 479 Millionen Lichtjahre von der Milchstraße entfernt ist. Die Galaxie gilt als Mitglied des Herkules-Galaxienhaufens Abell 2151.

Im selben Himmelsareal befinden sich u. a. die Galaxien NGC 6039, NGC 6041, NGC 6054, IC 1185.